# Teagueia
Teagueia é um género botânico pertencente à família das orquídeas (Orchidaceae).